# Grenada
Grenada je ostrovní stát v Karibském moři v Malých Antilách. Nachází se v jižní části Návětrných ostrovů severozápadně od státu Trinidad a Tobago a jihozápadně od státu Svatý Vincenc a Grenadiny nedaleko venezuelského pobřeží. Rozloha Grenady je 344 km² (patří mezi nejmenší nezávislé státy na západní polokouli), počet obyvatel je přibližně 110 000. Hlavním městem je Saint George's s 34 000 obyvateli.

## Historie

### Před rokem 1974
Původními obyvateli ostrova byli příslušníci kmene Arawaků, kteří sem přišli zhruba okolo roku 1100 př. n. l. Ti však byli posléze zmasakrováni bojovnějším kmenem Karibů. Ten na ostrově, který nazývali Camahogne, sídlil v době připlutí Kryštofa Kolumba v roce 1498 (během jeho třetí objevitelské výpravy). Kolumbus ostrov původně chtěl pojmenovat Concepción (Početí, myšleno Panny Marie), ale posádka název odmítla a ostrov (kvůli podobnosti se Španělskou Andalusií) přejmenovala po městě Granada. Španělé však ostrov trvale neosídlili. Ostrov v roce 1650 za účelem osídlení zakoupila od Španělska Francie, ale musela o něj ještě bojovat s jeho původními karibskými obyvateli. Po poslední prohrané bitvě s Francouzi v roce 1651 se zbývající Karibové vrhli na smrt z útesu, který Francouzi posléze pojmenovali jako "Le Morne de Sauteurs" (Vrch skokanů), na severu ostrova.
Francouzi na ostrově v roce 1674 ustavili svou kolonii s pozměněným španělským jménem La Grenade. Ta pak bohatla především na obchodu s cukrem pěstovaným na plantážích velkým množstvím dovezených černých otroků. Hlavním městem se stalo, především díky svému skvělému přírodnímu přístavu, Fort Royal, Brity později přejmenované na nynější Saint George's. Po Francií prohrané sedmileté válce připadla Grenada v roce 1763 na základě Pařížského míru Britům, kteří upravili jméno ostrova na jeho nynější podobu Grenada. Francouzi ostrov dobyli znovu v roce 1779, ale opět o něj, nyní na základě Versailleského míru z roku 1783, ve prospěch Britů definitivně přišli.
V roce 1795 došlo k povstání otroků, vedenému Julianem Fendonem a inspirovanému ideály Francouzské revoluce. Otroci fakticky převzali kontrolu nad ostrovem. Povstání sice bylo Brity potlačeno, ale vztahy zůstaly napjaté až do zrušení otroctví roku 1833.
V 19. století produkce kakaa převýšila produkci cukru, a stalo se tak hlavním exportním artiklem Grenady, ve 20. století se pak nejvýznamnější stala produkce muškátového oříšku. Půda na ostrově byla pro pěstování tohoto koření ideální, a protože byla Grenada bližším zdrojem než Nizozemská východní Indie, stala se postupně jeho významným producentem.
Mezi roky 1833 a 1958 byla Grenada členem Britských Návětrných ostrovů, přičemž od roku 1885 byla sídlem generálního guvernéra tohoto uskupení. Mezi roky 1958 a 1962 pak byla Grenada součástí Západoindické federace. Přestože vlastní autonomii měla od roku 1967 (jako „stát přidružený k Velké Británii“), nezávislost získala až 7. února 1974. Prvním předsedou vlády nezávislé Grenady se stal odborář Sir Eric Matthew Gairy z Grenadské sjednocené strany práce (anglicky Grenada United Labor Party, GULP) a prvním generálním guvernérem se stal Sir Leo De Gale.

### Po roce 1974
Vyhlášení nezávislosti bylo poznamenáno protesty a stávkami namířenými proti Gairymu a jeho jmenování předsedou vlády. Opozice proti Gairymu začala růst. Přestože Gairyho strana GULP vyhrála poslední grenadské volby v roce 1976, narůstající opozice výsledek odmítla uznat pro jeho údajnou podvodnost. Tento vývoj nakonec vyústil v roce 1979 v nekrvavý státní převrat a moci se místo neoblíbené vlády chopilo Nové hnutí spojeného úsilí o sociální péči, vzdělání a osvobození (anglicky New Joint Endeavor for Welfare, Education, and Liberation Movement, zkráceně New Jewel Movement, NJM, též akronym pro hnutí Nový klenot). Jeho předseda a populární levicový politik Maurice Bishop se stal předesedou Lidové revoluční vlády (anglicky People's Revolutionary Government, PRG). Neuspořádání svobodných voleb, spolupráce s komunistickým blokem (s Kubou a Sovětským svazem) a militarizace země (vznik Lidové revoluční armády; anglicky People's Revolutionary Army, PRA) začaly znepokojovat okolní státy, hlavně Trinidad a Tobago, Barbados, Dominiku a také Spojené státy, které se obávaly vzniku dalšího komunistického státu v karibské oblasti. Vedle toho však nová vláda představila i plán pro obnovu grenadské ekonomiky.
V roce 1983 se objevily rozpory ve vládnoucí straně. Přestože Bishop spolupracoval s Kubou a Sovětským svazem, tak ho někteří členové NJM začali považovat za nedostatečně radikálního. Boj o moc mezi jednotlivými frakcemi vyvrcholil vojenským pučem. Vláda Maurice Bishopa byla svržena a moci se chopil generál Hudson Austin. Maurice Bishop byl nejprve v domácím vězení, 19. října byl pak popraven. O šest dní později (na základě výzvy generálního guvernéra a žádostí okolních východokaribských států) americký prezident Ronald Reagan nařídil invazi na ostrov a svržení režimu. Oficiálním, americkou veřejností široce přijímaným, zdůvodněním byla snaha o ochranu 800 studentů medicíny na univerzitě v Saint George's.

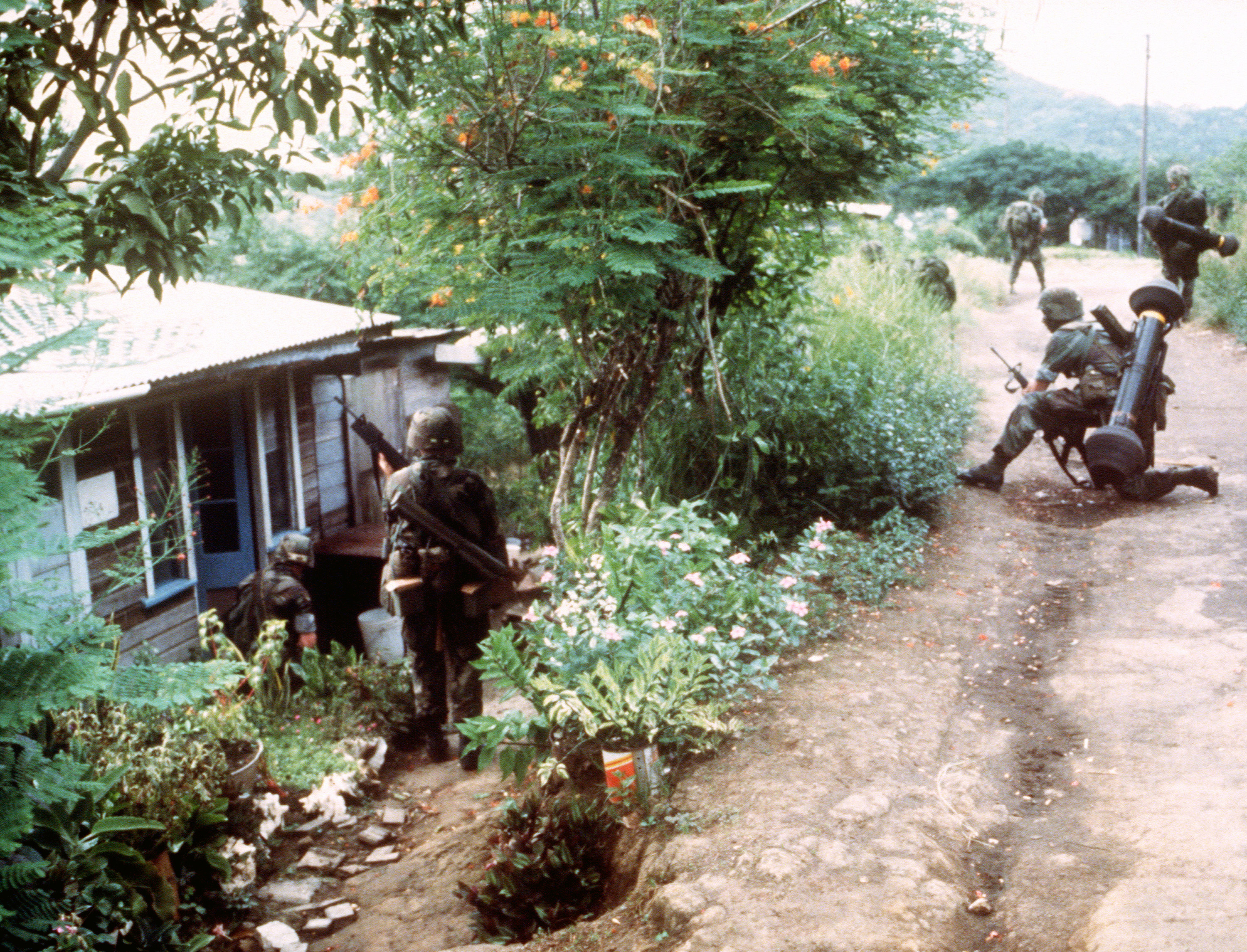
Američtí vojáci při invazi na Grenadu roku 1983

Jednotky americké námořní pěchoty a americké armády o síle 7 000 mužů (za podpory 300 vojáků z Barbadosu, Dominiky, Jamajky, Svaté Lucie a Svatého Vincence a Grenadin) po několikatýdenních bojích zatkly grenadské politické špičky i jejich kubánské poradce, evakuovaly všechny americké občany, obnovily ústavní pořádek (pozastavený PRG v roce 1979) a vrátily moc do rukou generálního guvernéra Sira Paula Scoona, který vybral Nicolase Braithwaita, bývalého představitele Commonwealthu, aby se ujal úřadu prozatímního předsedy vlády. Byly uspořádány volby. Po vytvoření nové proamerické vlády Nové národní strany (anglicky New National Party, NNP) v čele s Herbertem Augustem Blaizem (získala 14 z 15 křesel v dolní komoře parlamentu) v prosinci 1984 se americká armáda ze země stáhla, přestože mírové síly zůstaly na ostrově až do následujícího roku.
NNP zůstala u moci až do roku 1989, i když s menší převahou, poté co pět poslanců NNP v roce 1987 založilo novou stranu Národní Demokratický Kongres (anglicky National Democratic Congress, NDC), která se stala oficiální opozicí. V srpnu 1989, po rozluce se svou stranou, založil předseda vlády Blaize novou stranu Národní stranu (anglicky The National Party, TNP) a utvořil tak menšinovou vládu. Po jeho smrti v prosinci 1989 se jeho úřadu ujal Ben Jones.
Ve volbách v březnu 1990 získal nejvíce křesel (7) Národní demokratický kongres Nicholase Brathwaita. Ten utvořil desetičlennou koalici se dvěma poslanci TNP a jedním poslancem GULP a následně se stal předsedou vlády.
Ve volbách v červnu 1995 zvítězila se ziskem osmi křesel Nová národní strana a vytvořila vládu pod předsednictvím Keitha Mitchella. NDC odešel do opozice. V následujících volbách v lednu 1999 získala NNP všech patnáct poslaneckých mandátů a ve volbách v listopadu 2003 udržela většinu s osmi poslanci.
Dne 7. září 2004 zasáhl zemi (poprvé od roku 1963) hurikán Ivan. Hurikán byl mimořádně silný (stupeň 4, extrémní hurikán – rychlost větru přes 210 km/h). Zemřelo 37 lidí a poškozeno či zničeno bylo 90 % budov. 14. července následujícího roku navíc zasáhl zemi hurikán Emily. Jeho síla byla menší (stupeň 1, minimální hurikán – rychlost větru okolo 120 km/h), přesto však způsobil další poškození budov. Škody dosáhly 2,5násobku ročního HDP (přibližně 3 miliardy dolarů), většina obchodů a turistických zařízení byla znovu otevřena v roce 2007.
Země v roce 2007 (spolu s dalšími sedmi karibskými státy, s nimiž tvoří společný reprezentační tým Západní Indie) pořádala Mistrovství světa v kriketu.
Ve volbách v červenci 2008 vyhrál se ziskem jedenácti křesel opoziční Národní demokratický kongres vedený Tillmanem Thomasem. Keith Mitchel vedl oficiální opozici. Ve volbách v roce 2013 Mitchel opět zvítězil a NNP se vrátila k moci, což potvrdila dalším vítězstvím v roce 2018.
V březnu 2020 Grenada oznámila svůj první případ COVID-19; ke dni 17. března 2022 bylo zaznamenáno 13 921 případů a 217 úmrtí.
Dne 23. června 2022 všeobecné volby znovu vyhrála NDC pod vedením Dickona Mitchella.

## Státní symboly

### Vlajka
Grenadská vlajka má list s poměrem stran 3:5 se širokým červeným okrajem, ve kterém jsou při horním i dolním okraji umístěné vždy tři žluté, pěticípé hvězdy. Vnitřní obdélníkové pole je úhlopříčkami rozděleno na čtyři trojúhelníky: první a třetí zelený, druhý a čtvrtý žlutý. V prvním trojúhelníku je stylizovaný, tmavě červený muškátový oříšek vyčnívající z rozpuklého, dužnatého míšku. Uprostřed listu je červené kruhové pole a v něm další žlutá, pěticípá hvězda.

### Znak
Státní znak Grenady je tvořen štítem, který je čtvrcený zlatým křížem, v jehož středu je (v přirozených barvách) zobrazena Kolumbova loď Santa María. V prvním a čtvrtém, červeném poli je zlatý, kráčející lev, ve druhém a třetím, zeleném poli zlatý půlměsíc, s cípy směřujícími vzhůru, z něhož vyrůstá stříbrná lilie. Štítonoši jsou (heraldicky) vpravo pásovec devítipásý a vlevo holub grenadský, stojící před stvolem kukuřice (pásovec) a banánovníku (holub) – vše v přirozených barvách. Štít je postaven na půdu, tvořenou zelenou krajinou se dvěma kopci, před kráterovým jezerem. Před ním (heraldicky) vpravo větévka kakaovníku, vlevo muškátovník. Nad štítem je zlatá, uvnitř fialová, přilba se sedmi pruty přes hledí a s červenou, pěticípou hvězdou. Na přilbě je položena červeno-stříbrná točenice a červená (ve zdroji červeno-stříbrná) přikryvadla. Klenot je tvořen sedmi, červenými růžemi (1, 3, 3), mezi dvěma snítkami keře rodu Bugenvilea. V dolní části je stříbrná, červeně podšitá stuha s anglickým mottem EVER CONSCIOUS OF GOD, WE ASPIRE, BUILD AND ADVANCE AS ONE PEOPLE (česky Stále si uvědomujeme Boha, snažíme se, budujeme a kráčíme vpřed jako jeden národ).

## Geografie
Grenada se rozkládá na ostrově Grenada a (směrem na sever) jižní části souostroví Grenadiny, z nichž největší jsou ostrovy Carriacou, Petite Martinique a Ronde Island. Ostrovy jsou sopečného původu s množstvím termálních pramenů. Jsou hustě zalesněny a mají úrodnou půdu. Největší ostrov Grenada je pahorkatý – nejvyšší vrchol Mount Saint Catherine (hora Svaté Kateřiny) má výšku 840 m n. m. – s několika řekami. Na jeho jižním pobřeží je mnoho zátok a zálivů. V jednom takovém zálivu leží i přístav hlavního města Saint George's. Podnebí je tropické (horko a vlhko), s častými hurikány v období mezi červnem a listopadem.

## Demografie

### Obyvatelstvo
Grenada má (podle odhadu z července 2010) 107 818 obyvatel. Populační růst dosahuje 0,56 % (pro srovnání: USA – 0,89 %; EU – 0,16 %), a to i navzdory záporné migraci (-3,67 migranta / 1 000 obyvatel, dochází tedy k emigraci, odlivu obyvatel). Porodnost dosahuje 2,21 dítěte na jednu ženu, dětská úmrtnost je 11,76 úmrtí na 1 000 živě narozených. Naděje dožití při narození dosahuje 72,79 roku. Gramotných je 96 % obyvatel.
Hlavní etnickou skupinou jsou černoši, bývalí otroci na plantážích, s 82 % populace; dalších 13 % představují mulati, míšenci bělochů a černochů; zbývajících 5 % představují běloši. Původní indiánské (Karibské) obyvatelstvo je zastoupeno v nepatrném množství.

### Jazyky
Oficiálním jazykem, kterým komunikuje vláda, je standardní angličtina. Většina obyvatel (asi 89 000) v běžném hovoru užívá grenadskou kreolskou angličtinu, místní dialekt angličtiny s výrazným vlivem kreolské francouzštiny.
Původně široce užívanou grenadskou kreolskou francouzštinou (místním dialektem patois, antilské kreolské francouzštiny) nyní mluví jen výrazná menšina obyvatel (přibližně 2 300) převážně na ostrově Carriacou. Tento jazyk na Grenadě postupně vymírá, jeho uživatelé patří převážně ke starším generacím, přičemž pokusy o znovuoživení jazyka se nesetkaly s úspěchem.

### Náboženství
Dominantním náboženstvím je katolictví (53 % populace), protestantství představuje zbývajících 47 %. Nejpočetnějšími protestanty na Grenadě jsou anglikáni, k nimž se hlásí 13,8 % obyvatel. Přestože křesťanství má na ostrově dlouhou tradici, značná část obyvatel praktikuje též kult tzv. obeah, mystické entity bílé magie schopné proklínat lidi (takové prokletí se pak, dle věřících, projeví jako duševní choroba). Tento kult není nepodobný kultu vúdú jinde v Karibiku, oba totiž pocházejí ze západní Afriky, odkud byli na Grenadu dováženi černí otroci.

### Administrativní dělení, města

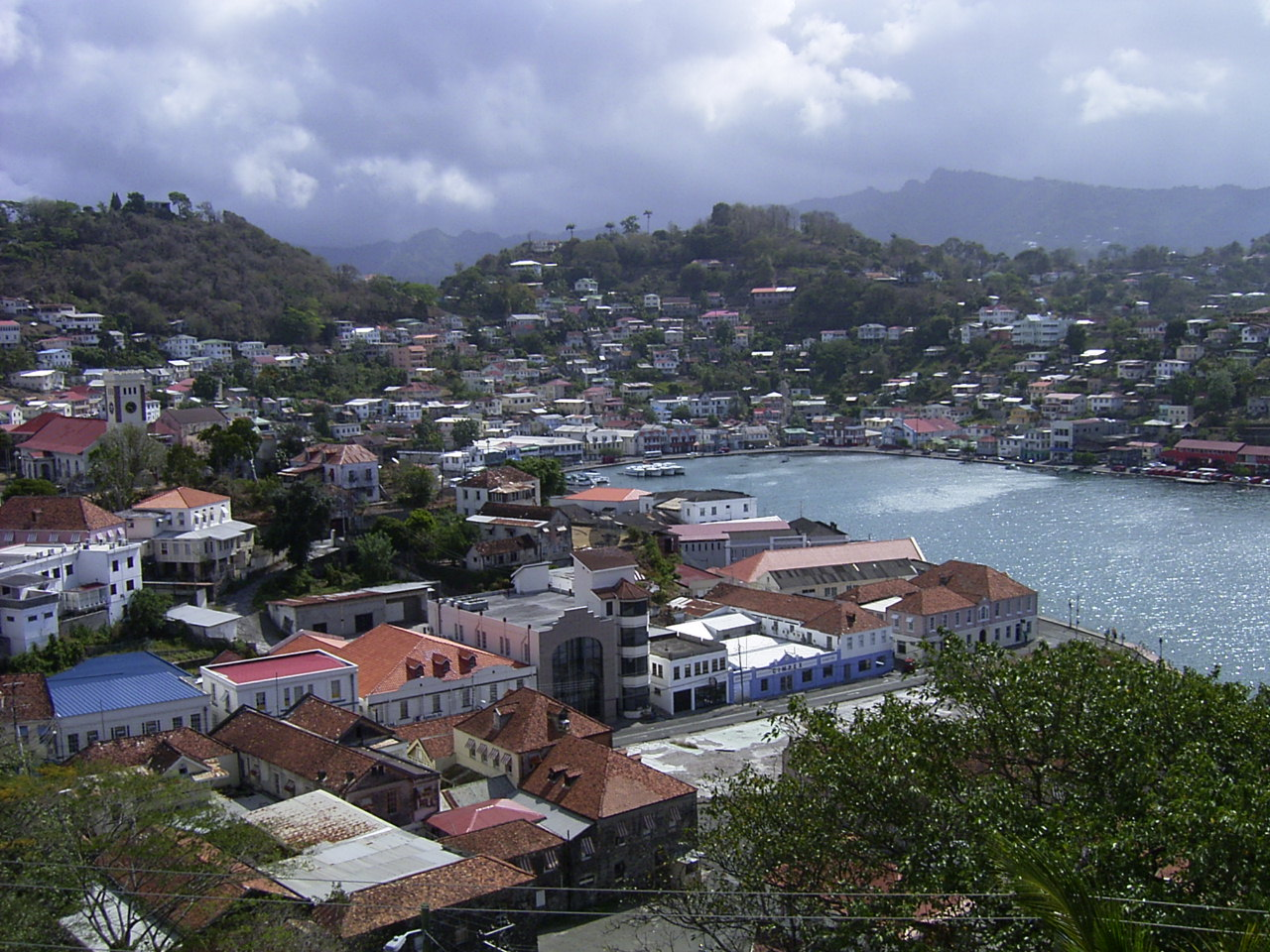
Pohled na hlavní město Saint George's

Hlavním a zároveň největším městem je Saint George's s 4 300 obyvateli. V jeho aglomeraci žije až 36 000 lidí. Urbanizace dosahuje 31 %.
Další největší města jsou správní města jednotlivých administrativních jednotek – Gouyave s 3 378 obyvateli, Grenville (2 476), Victoria (2 256), Saint David's (1 321), Sauteurs (1 320) a Hillsborough (770).
Grenada se skládá ze šesti „farností“ (parishes) a jedné dependence. Jsou jimi:
- Saint Andrew (99 km², 26 501 obyvatel)
- Saint David (44 km², 12 1877 obyvatel)
- Saint George 65 km², 38 248 obyvatel)
- Saint John (35 km², 8 469 obyvatel)
- Saint Mark (25 km², 4 408 obyvatel)
- Saint Patrick (42 km², 10 504 obyvatelé)
- Carriacou a Petite Martinique (34 km², 5 661 obyvatel)

## Vláda a politika
Grenada je konstituční monarchií (hlavou státu je král Karel III. zastupovaný generálním guvernérem – od roku 2008 Carlyle Glean) s dvoukomorovým parlamentem. Jeho dolní komora, sněmovna reprezentantů, má 15 členů, volených většinovým systémem (vítězí kandidát s nejvyšším počtem hlasů v daném volebním distriktu). V posledních volbách zvítězil poměrem 11:4 Národní demokratický kongres (National Democratic Congress) před Novou národní stranou (New National Party). Předsedou grenadské vlády je Tillman Thomas. Horní komora, senát, má 13 členů. Deset z nich je vybíráno vládou, tři jsou vybíráni opozicí. Předsedou senátu je Joan Purcell, zvolen 2008.

## Hospodářství

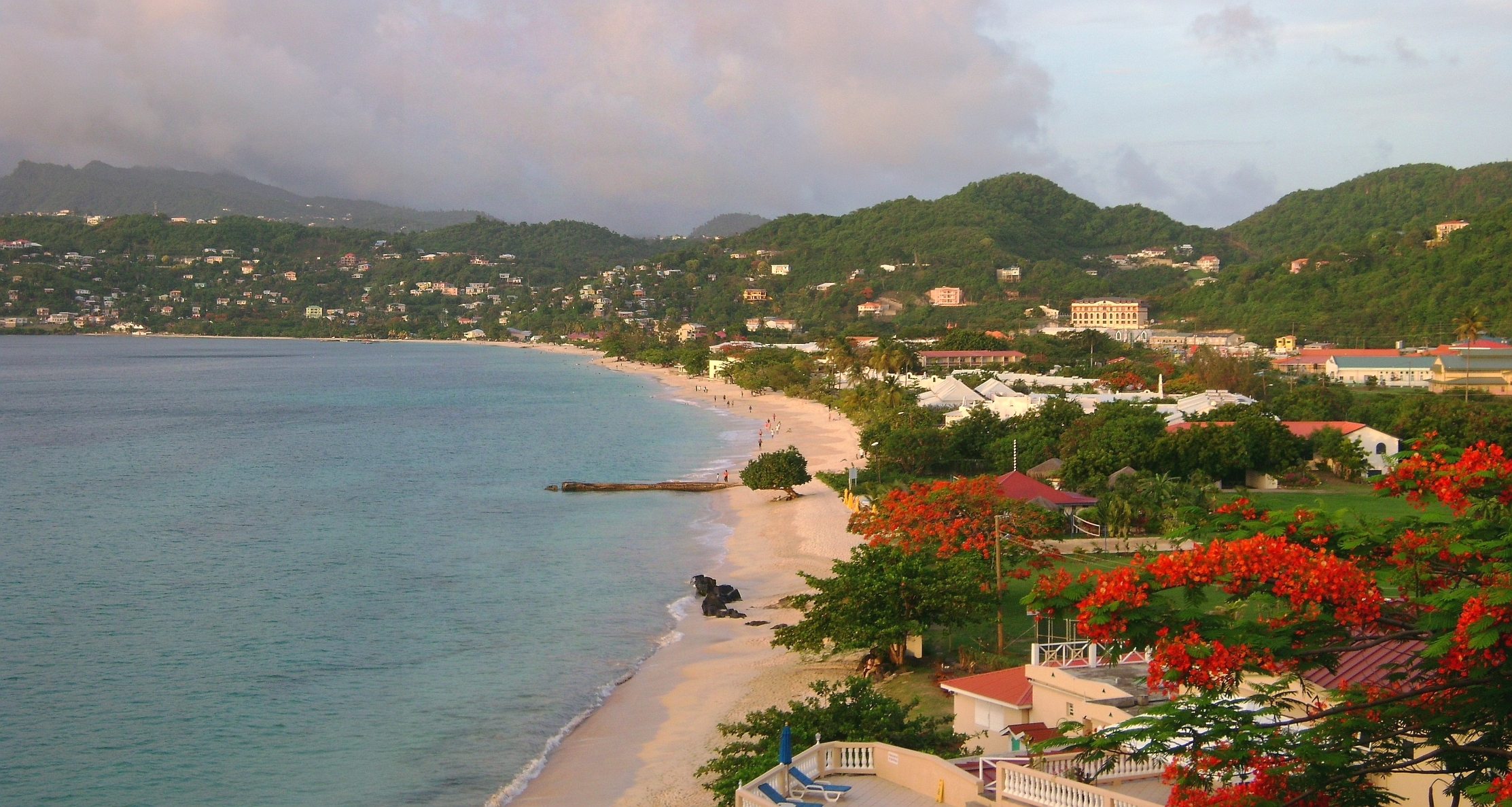
Pláž Grand Anse

Mezi hlavní ekonomické přínosy patří stavebnictví, turistika (tvořící přes 20 % domácího produktu) a pěstování plodin pro export (zejména banánů nebo kakaa, zejména však koření – zázvoru, hřebíčku, muškátového květu a muškátového oříšku, který je dokonce i jedním ze symbolů vyobrazených na vlajce Grenady).